# Yunlong (socken i Kina)
Yunlong är en socken i Kina. Den ligger i provinsen Yunnan, i den sydvästra delen av landet, omkring 94 kilometer norr om provinshuvudstaden Kunming. Antalet invånare är 12 162. Befolkningen består av 6 130 kvinnor och 6 032 män. Barn under 15 år utgör 20,0 %, vuxna 15-64 år 68 %, och äldre över 65 år 10,0 %.
Genomsnittlig årsnederbörd är 921 millimeter. Den regnigaste månaden är juli, med i genomsnitt 214 mm nederbörd, och den torraste är januari, med 7 mm nederbörd.